# Supertaça Cândido de Oliveira

Trofej pro vítěze

Supertaça Cândido de Oliveira, česky Portugalský superpohár je portugalská fotbalová soutěž, kde se od roku 1981 utkává mistr Primeira Liga (nejvyšší portugalské ligy) a vítěz Taça de Portugal (portugalského poháru) uplynulé sezóny.
První oficiální zápas se hrál v roce 1981, i když tři ročníky se již neoficiálně hrály v letech 1944, 1979 a 1980. Od roku 2001 se soutěž hraje na jeden zápas. Týmem, který vyhrál trofej nejvíce krát, je Porto, s 24 úspěchy.

## Přehled zápasů
| Ročník | Rok  | Vítěz poháru        | Výsledek                  | Poražený finalista | Stadión                                                                                           |
| ------ | ---- | ------------------- | ------------------------- | ------------------ | ------------------------------------------------------------------------------------------------- |
| 1      | 1981 | Porto (1 vítězství) | 0:2 a 4:1                 | Benfica            | Estádio da Luz, Lisabon Estádio das Antas, Porto                                                  |
| 2      | 1982 | Sporting (1)        | 1:2 a 6:1                 | Braga              | Estádio Primeiro de Maio, Braga Estádio José Alvalade, Lisabon                                    |
| 3      | 1983 | Porto (2)           | 0:0 a 2:1                 | Benfica            | Estádio das Antas, Porto Estádio da Luz, Lisabon                                                  |
| 4      | 1984 | Porto (3)           | 0:1, 1:0, 3:0 a 1:0       | Benfica            | Estádio da Luz, Lisabon Estádio das Antas, Porto Estádio das Antas, Porto Estádio da Luz, Lisabon |
| 5      | 1985 | Benfica (1)         | 1:0 a 0:0                 | Porto              | Estádio da Luz, Lisabon Estádio das Antas, Porto                                                  |
| 6      | 1986 | Porto (4)           | 1:1 a 4:2                 | Benfica            | Estádio das Antas, Porto Estádio da Luz, Lisabon                                                  |
| 7      | 1987 | Sporting (2)        | 3:0 a 1:0                 | Benfica            | Estádio José Alvalade, Lisabon Estádio da Luz, Lisabon                                            |
| 8      | 1988 | Guimarães (1)       | 2:0 a 0:0                 | Porto              | Estádio D. Afonso Henriques, Guimarães Estádio das Antas, Porto                                   |
| 9      | 1989 | Benfica (2)         | 2:0 a 2:0                 | Belenenses         | Estádio da Luz, Lisabon Stadio do Restelo, Lisabon                                                |
| 10     | 1990 | Porto (5)           | 1:2 a 3:0                 | Amadora            | Stadio José Gomes, Amadora Estádio das Antas, Porto                                               |
| 11     | 1991 | Porto (6)           | 1:2, 1:0 a 1:1 (4:3 pen.) | Benfica            | Estádio da Luz, Lisabon Estádio das Antas, Porto Estádio Cidade de Coimbra, Coimbra               |
| 12     | 1992 | Boavista (1)        | 2:1 a 2:2                 | Porto              | Estádio das Antas, Porto Estádio do Bessa, Porto                                                  |
| 13     | 1993 | Porto (7)           | 0:1, 1:0 a 2:2 (4:3 pen.) | Benfica            | Estádio da Luz, Lisabon Estádio das Antas, Porto Estádio Cidade de Coimbra, Coimbra               |
| 14     | 1994 | Porto (8)           | 1:1, 0:0 a 1:0            | Benfica            | Estádio da Luz, Lisabon Estádio das Antas, Porto Parc des Princes, Paříž                          |
| 15     | 1995 | Sporting (3)        | 0:0, 2:2 a 3:0            | Porto              | Estádio José Alvalade, Lisabon Estádio das Antas, Porto Parc des Princes, Paříž                   |
| 16     | 1996 | Porto (9)           | 1:0 a 5:0                 | Benfica            | Estádio das Antas, Porto Estádio da Luz, Lisabon                                                  |
| 17     | 1997 | Boavista (2)        | 2:0 a 0:1                 | Porto              | Estádio do Bessa, Porto Estádio das Antas, Porto                                                  |
| 18     | 1998 | Porto (10)          | 1:0 a 1:1                 | Braga              | Estádio das Antas, Porto Estádio Primeiro de Maio, Braga                                          |
| 19     | 1999 | Porto (11)          | 2:1 a 3:1                 | Beira-Mar          | Estádio Mário Duarte, Aveiro Estádio das Antas, Porto                                             |
| 20     | 2000 | Sporting (4)        | 1:1, 0:0 a 1:0            | Porto              | Estádio das Antas, Porto Estádio José Alvalade, Lisabon Estádio Cidade de Coimbra, Coimbra        |
| 21     | 2001 | Porto (12)          | 1:0                       | Boavista           | Estádio do Rio Ave FC, Vila do Conde                                                              |
| 22     | 2002 | Sporting (5)        | 5:1                       | Leixões            | Estádio do Bonfim, Setúbal                                                                        |
| 23     | 2003 | Porto (13)          | 1:0                       | Leiria             | Estádio D. Afonso Henriques, Guimarães                                                            |
| 24     | 2004 | Porto (14)          | 1:0                       | Benfica            | Estádio Cidade de Coimbra, Coimbra                                                                |
| 25     | 2005 | Benfica (3)         | 1:0                       | Vitória Setúbal    | Estádio do Algarve, Faro                                                                          |
| 26     | 2006 | Porto (15)          | 3:0                       | Vitória Setúbal    | Estádio Dr. Magalhães Pessoa, Leiria                                                              |
| 27     | 2007 | Sporting (6)        | 1:0                       | Porto              | Estádio Dr. Magalhães Pessoa, Leiria                                                              |
| 28     | 2008 | Sporting (7)        | 2:0                       | Porto              | Estádio do Algarve, Faro                                                                          |
| 29     | 2009 | Porto (16)          | 2:0                       | Ferreira           | Estádio Municipal de Aveiro, Aveiro                                                               |
| 30     | 2010 | Porto (17)          | 2:0                       | Benfica            | Estádio Cidade de Coimbra, Coimbra                                                                |
| 31     | 2011 | Porto (18)          | 2:1                       | Guimarães          | Estádio Municipal de Aveiro, Aveiro                                                               |
| 32     | 2012 | Porto (19)          | 1:0                       | Académica          | Estádio Municipal de Aveiro, Aveiro                                                               |
| 33     | 2013 | Porto (20)          | 3:0                       | Guimarães          | Estádio Municipal de Aveiro, Aveiro                                                               |
| 34     | 2014 | Benfica (4)         | 0:0 (3:2 pen.)            | Rio Ave            | Estádio Municipal de Aveiro, Aveiro                                                               |
| 35     | 2015 | Sporting (8)        | 1:0                       | Benfica            | Estádio do Algarve, Faro                                                                          |
| 36     | 2016 | Benfica (5)         | 3:0                       | Braga              | Estádio Municipal de Aveiro, Aveiro                                                               |
| 37     | 2017 | Benfica (6)         | 3:1                       | Guimarães          | Estádio Municipal de Aveiro, Aveiro                                                               |
| 38     | 2018 | Porto (21)          | 3:1                       | Aves               | Estádio do Jamor, Oeiras                                                                          |
| 39     | 2019 | Benfica (7)         | 5:0                       | Sporting           | Estádio do Algarve, Faro                                                                          |
| 40     | 2020 | Porto (22)          | 2:0                       | Benfica            | Estádio Municipal de Aveiro, Aveiro                                                               |
| 41     | 2021 | Sporting (9)        | 2:1                       | Braga              | Estádio Municipal de Aveiro, Aveiro                                                               |
| 42     | 2022 | Porto (23)          | 3:0                       | Tondela            | Estádio Municipal de Aveiro, Aveiro                                                               |
| 43     | 2023 | Benfica (8)         | 2:0                       | Porto              | Estádio Municipal de Aveiro, Aveiro                                                               |
| 44     | 2024 | Porto (24)          | 4:3 v prodl.              | Sporting           | Estádio Municipal de Aveiro, Aveiro                                                               |

## Úspěšnost podle klubů
| Klub      | Vítěz | Finalista | Vítězné roky |
| --------- | ----- | --------- | --- |
| Porto     | 24    | 9         | 1981, 1983, 1984, 1986, 1990, 1991, 1993, 1994, 1996, 1998, 1999, 2001, 2003, 2004, 2006, 2009, 2010, 2011, 2012, 2013, 2018, 2020, 2022, 2024 |
| Sporting  | 9     | 2         | 1982, 1987, 1995, 2000, 2002, 2007, 2008, 2015, 2021                                                                                           |
| Benfica   | 8     | 13        | 1985, 1989, 2005, 2014, 2016, 2017, 2019, 2023                                                                                                 |
| Boavista  | 2     | 1         | 1992, 1997 |
| Guimarães | 1     | 3         | 1988 |